# Laurell Kaye Hamilton
Laurell Kaye Hamilton (19 de febrer del 1963, Heber Springs, Arkansas) és una autora contemporània de novel·la fantàstica, del gènere que es coneix com a “urban fantasy”, és a dir, històries i personatges clarament irreals interaccionant de manera versemblant en entorns existents i verificables.

## Biografia
Va néixer a Heber Springs localitat de l'estat d'Arkansas, als Estats Units d'Amèrica. Va passar la seva infància a Sims, un petit municipi de l'estat d'Indiana, amb la seva àvia. Va cursar la secundària al Evangelical Cristian liberal arts college, a Marion, la capital d'Indiana. Va llicenciar-se en Llengua Anglesa i Biologia a la universitat de Marion, l'actual Wesleyan Indiana University. A banda de la seva activitat literària, es dedica a la protecció dels animals, per a la qual cosa finança programes d'ajuda als gossos abandonats i per a la preservació dels llops.

## Trajectòria literària i influències
La trajectòria literària de la Laurell Kaye Hamilton ha estat llarga i irregular. Malgrat la seva precoç determinació de ser escriptora de novel·la fantàstica i de terror (entorn dels catorze anys) i la seva incessant activitat literària, no va publicar el primer llibre fins als vint-i-nou anys i no va ser fins prop dels trenta-cinc que va iniciar la sèrie que la duria a la fama: Anita Blake, Vampire Hunter.
Els prejudicis contra la barreja de gèneres, que li havien barrat el pas vers les editorials, van caure quan per atzar, un gran públic va acudir a una lectura de la primera novel·la de la saga, “Guilty Pleasures”, i en va quedar entusiasmat. L'editorial Penguin Putnam va acceptar el repte de publicar-l'hi.
A més a més d'algunes novel·les soltes (com per exemple, la primera, “Nightseer”), l'autora ha publicat disset llibres de la sèrie d'Anita Blake, de temàtica vampírica, des del 1993 fins al 2009 i vuit de la de Meredith Gentry, de tema faèric, des del 2000 fins al 2009.

## Traduccions
La sèrie d'Anita Blake ha estat traduïda a setze llengües, convertida en còmic i en telesèrie (en anglès), a més a més d'haver estat best-seller. En castellà és publicada per l'editorial Gigamesh que, malauradament, sols ha arribat fins al tercer volum, traduït com a “El cadàver alegre”. En català, encara no ha estat publicada, però podeu trobar-la en francès (edicions Milady) i en anglès, tot i que resulta difícil trobar-ne exemplars a Catalunya. La situació és similar per a les seves altres novel·les.